# Tirán és Karvan megye

Iszfahán tartomány megyéinek elhelyezkedése

Tirán és Karvan megye (perzsául: شهرستان تیران و کرون) Irán Iszfahán tartományának egyik nyugati megyéje az ország középső részén. Északon és keleten Nadzsafábád, délen Lendzsán, nyugaton Csahármahál és Bahtijári tartomány és Csadegán megye határolják. Székhelye a 15 000 fős Tiran városa. Második legnagyobb városa a 4000 fős Asgaran. További egy város található még a megyében, amely a 3000 fős Rezvanshahr. A megye lakossága 15 673 fő, területe 9 000 km². A megye két további kerületre oszlik: Központi kerület és Karvan kerület.

## Fordítás
- Ez a szócikk részben vagy egészben  a   Tiran and Karvan County című angol Wikipédia-szócikk ezen változatának fordításán alapul.  Az eredeti cikk szerkesztőit annak laptörténete sorolja fel. Ez a jelzés csupán a megfogalmazás eredetét és a szerzői jogokat jelzi, nem szolgál a cikkben szereplő információk forrásmegjelöléseként.